# 少絲鞭冠鮟鱇
少絲鞭冠鮟鱇為輻鰭魚綱鮟鱇目棘茄魚亞目鞭冠鮟鱇科的其中一種，為深海魚類，分布於中東大西洋10°46'N,23°54' W海域，棲息深度100-1540公尺，生活習性不明，不具經濟價值。

## 扩展阅读
維基物種上的相關：少絲鞭冠鮟鱇